# 大都村
大都村（おおつむら）は、かつて新潟県三島郡にあった村。

## 沿革
- 1889年（明治22年）4月1日 - 町村制施行に伴い三島郡宮沢村、藤川村、山沢村、槇原村が合併し、大都村が発足。
- 1901年（明治34年）11月1日 - 三島郡天津村と合併し、大津村となり消滅。